# Livets fest
Livets fest är en historisk roman av Moa Martinson, först utgiven på Tiden förlag 1949.

## Handling
Handlingen utspelar sig på 1880-talet och kretsar kring ett nybyggt hus tillhörande den högfärdige bonden Vändel.

## Utgåvor
Livets fest har getts ut i åtta olika utgåvor. 1949 kom den första upplagan på Tiden förlag. 1952 utkom romanen som den hundrade boken i Folket i bilds folkbokserie. I förordet till denna utgåva kommenterar Martinson detta som hedransvärt: "Att min bok Livets Fest valts att bli den hundrade boken i Folket i bilds folkbokserie, känner jag mig verkligen hedrad och uppriktigt glad över". Därefter har boken utkommit i nya utgåvor åren 1973, 1979, 1983, 1994 och 2000. 2005 utkom den som talbok.

### Översättningar
Boken har översatts till danska och norska.